# Benito Archundia
Benito Armando Archundia Tellez (Tlalnepantla de Baz, 21 maart 1966) is een Mexicaanse voetbalscheidsrechter, die ook internationaal actief is. Archundia was in 2006 een van de 21 scheidsrechters tijdens het WK in Duitsland.
Zijn eerste internationale wedstrijden floot Archundia in Japan en Zuid-Korea, tijdens de Confederations Cup in 2001. In 2005 volgden een vriendschappelijke wedstrijd, de Gold Cup 2005 en het WK voor clubs, alsmede een aantal wedstrijden in het kwalificatietoernooi voor het WK 2006.

## Statistieken
| evenement                        | wed | Kreeg geel | Kreeg voor de tweede keer geel en dus rood | Weggestuurd |
| -------------------------------- | --- | ---------- | ------------------------------------------ | ----------- |
| Vriendschappelijk                | 1   | 3          | 0                                          | 0           |
| Confederations Cup 2001          | 2   | 6          | 1                                          | 1           |
| Gold Cup 2005                    | 3   | 10         | 0                                          | 0           |
| WK clubvoetbal 2005              | 1   | 2          | 0                                          | 0           |
| CONCACAF WK kwalificatie 2006    | 4   | 14         | 0                                          | 0           |
| Wereldkampioenschap voetbal 2006 | 4   | 9          | 0                                          | 0           |
| Wereldkampioenschap voetbal 2010 | 1   | 2          | 0                                          | 0           |
| Totaal                           | 15  | 46         | 1                                          | 1           |